# Paul (Kaapverdië)
Paul is een van de 22 gemeentes van Kaapverdië. Het ligt in het noordoosten van het eiland Santo Antão. De hoofdplaats van de gemeente is de stad Pombas.

## Politiek
Kaapverdië wordt op gemeentelijk niveau, net als op landelijk niveau, beheerst door twee partijen: aan de linkerzijde de PAICV en aan de rechterzijde de MpD.
De Gemeentelijke Vergadering (in het Portugees: Assembleia Municipal) van de gemeente Paul bestaat nu uit 13 leden. Hiervan zijn 6 leden afgevaardigd door de PAICV en 7 leden door de MpD. Het gemeentebestuur (câmara) bestaat uit 7 MpD-leden.

### Uitslagen van de gemeenteraadsverkiezingen
Elke 4 jaar vinden op dezelfde dag de verkiezingen plaats voor de Gemeentelijke Vergadering als voor het Gemeentebestuur.

#### Gemeentelijke Vergadering
|       | 2004 % | 2004 zetels | 2008 % | 2008 zetels | 2012 % | 2012 zetels |
| ----- | ------ | ----------- | ------ | ----------- | ------ | ----------- |
| PAICV | 43.56  | 6           | 50.3   | ?           | 42.9   | 6           |
| MpD   | 56.44  | 7           | 43.3   | ?           | 54.7   | 7           |

#### Gemeentebestuur
|       | 2004 % | 2004 zetels | 2008 % | 2008 zetels | 2012 % | 2012 zetels |
| ----- | ------ | ----------- | ------ | ----------- | ------ | ----------- |
| PAICV | 43.88  | 0           | 51.4   | 7           | 42.3   | 0           |
| MpD   | 56.12  | 5           | 44.2   | 0           | 55.4   | 7           |